# Хамильтон, Брутус
Брутус Хамильтон (19 июля 1900 — 28 декабря 1970) — американский легкоатлет. На олимпийских играх 1920 года выиграл серебряную медаль в десятиборье набрав 6771,085 очко (5739 очков по современной таблице) и занял 6-е место в пятиборье. Занял 7-е место в пятиборье на Олимпиаде 1924 года.
Учился в университете Миссури, в котором и проявил себя как талантливый спортсмен. В 1920 году выиграл чемпионат США в пятиборье и десятиборье. В 1922 году окончил учёбу в университете. После завершения спортивной карьеры он перешёл на тренерскую работу. Работал в Канзасском университете. С 1932 по 1965 год работал тренером в Калифорнийском университете. Был помощником главного тренера легкоатлетической сборной США на олимпийских играх 1932 и 1936 годов, а также главным тренером легкоатлетической сборной США на Олимпиаде 1952 года. В 1974 году был включён в зал славы легкоатлетов США.